# Козьма Денис Петрович
Дени́с Петро́вич Козьма́ (20 серпня 1987, Приозерне, Кілійський район, Одеська область — 1 травня 2019, Миколаївка, Волноваський район, Донецька область) — український військовик, старший матрос Військово-морських сил Збройних сил України, учасник російсько-української війни.

## Життєпис
Народився 1987 року в селі Приозерне (Кілійський район, Одеська область). З малих років займався футболом у ДЮСШ, згодом був причетний до одеських «ультрас»..
В 2013—2014 роках приєднався до Євромайдану. Під час протистояння в Одесі (2 травня 2014 року) разом з патріотами відстоював місто від проросійських попихачів. Коли почалась пожежа у Будинку профспілок — рятував несвідомців з палаючого будинку.
Пішов добровольцем у 28-му бригаду, на фронті з серпня 2014 року. Обороняв Мар'їнку у 2015-му, з осені цього ж року перевівся до морської піхоти (по тому підписав контракт). Старший матрос, командир відділення безпілотних авіаційних комплексів 137-ї бригади. Став героєм фронтової відеоісторії з циклу Hromadske.doc «Ультрас: шлях до волі». Після першої ротації звільнився, вчився, закінчив з відзнакою технікум. Почав вчити англійську й планував вступати до ВНЗ. Опісля кількох місяців по тому, перед черговою ротацією батальйону, підписав новий контракт.
1 травня 2019 року зник під час бою поблизу села Миколаївка (Волноваський район), поблизу окупованого Докучаєвська, при переслідуванні резервною групою ДРГ терористів — під прикриттям туману намагалися непомітно подолати смугу забезпечення. Терористи для прикриття відступу розпочали обстріл з ВКК та стрілецької зброї. Денис зазнав наскрізного вогнепального поранення грудної клітки; у тому ж бою був важко поранений старший сержант Іван Сакаль, він помер 6 травня, поранень зазнав іще один морпіх. Оперативні заходи з пошуку не були результативними, противник не побажав підтримати встановлення режиму припинення вогню й продовжив обстріли. 5 травня від противника надійшли дані, що тіло українського військовика знаходиться у морзі — на окупованій території. 8 травня в обідню пору тіло Дениса передане українській стороні біля КПВВ «Олександрівка». По дорозі додому мікроавтобус стрічали жителі міста Татарбунари. Земляки обабіч дороги з прапорами ставали на коліна. 11 травня 2019 року похований у Приозерному; у селі оголошено 2 дні жалоби.
Без Дениса лишились батько, мама Надія Тимофіївна, брат та маленька донька.

## Нагороди та вшанування
- Указом Президента України № 742/2019 від 10 жовтня 2019 року за «особисту мужність і самовіддані дії, виявлені у захисті державного суверенітету та територіальної цілісності України» нагороджений орденом «За мужність» III ступеня (посмертно)[6]
- Нагрудний знак «За зразкову службу» (МОУ)[7]
- 21 травня 2019-го на фасаді приозернівської ЗОШ встановлено меморіальну дошку честі Дениса Козьми.